# عبد الرحمن عبد العزيز الهزاع
عبد الرحمن بن عبد العزيز الهزاع، إعلامي سعودي. كان رئيسًا لهيئة الإذاعة والتلفزيون بالمرتبة الممتازة اعتبارًا من عام 1433. ولد في محافظة الطائف عام 1373، وتخرج من الجامعة عام 1395. عمل في بداية حياته العملية محررًا للأخبار في إذاعة الرياض، وفي عام 1404هـ عُيّن رئيسًا لقسم الأخبار الأجنبية في التلفزيون السعودي، وتنقل فيه بين مناصب عدة إلى أن تمّت ترقيته إلى مستشار برامج. حصل على درجة الماجستير في الإعلام من جامعة ويسكونسن بالولايات المتحدة الأمريكية عام 1983، وعمل محاضرًا في قسم الإعلام بجامعة الإمام محمد بن سعود الإسلامية بالرياض.

تدرّج الهزاع في مناصبه حيث عمل مديرًا عامًا للأخبار في التلفزيون السعودي، ووكيلًا لوزارة الإعلام المساعد لشؤون التلفزيون، ثم وكيلًا للوزارة المساعد لشؤون الإذاعة، ثم وكيلًا للوزارة للإعلام الداخلي، ثم وكيلًا للوزارة للعلاقات الثقافية الدولية، إلى أن صدر أمر ملكي من الملك عبدالله بن عبدالعزيز بتعيينه رئيسًا لهيئة الإذاعة والتلفزيون بالمرتبة الممتازة.